# Інститут економіки АН Чеської Республіки
Інститут економіки АН Чеської Республіки — аналітичний центр в Чехії.
Заснований у 1992 р., проводить теоретичні та емпіричні дослідження з мікро- та макроекономіки, економетрики, грошової системи і банківської справи, організації промисловості, економіки праці, економіки міст і регіонів тощо. Основне фінансове джерело — щорічні дотації від Уряду, річний бюджет — бл. 650 тис. дол.